# Elman Məmmədov
Elman Məmmədov (Khojali, 18 ottobre 1950) è un politico azero, deputato all'Assemblea nazionale dell'Azerbaigian per il 124º distretto di Shusha-Füzuli-Khojali-Khojavend e veterano della prima guerra del Nagorno Karabakh.

## Biografia
Nato a Khojaly il 18 ottobre 1950, si è laureato presso il Dipartimento di Matematica dell'Azerbaijan dell'Università Pedagogica di Stato e Accademia di Pubblica Amministrazione.
Dal 1973 ha lavorato come insegnante, assistente di regia e direttore di una scuola a Khojaly. Dal 1987 al 1991 è stato presidente Comitato Esecutivo di Khojaly e dal 1991 al 2000 ne è diventato sindaco, in esilio dal 26 febbraio 1992. Elman Mammadov è stato anche uno dei sopravvissuti del massacro all'Aeroporto di Khojaly

### Vita privata
Elman Mammadov è sposato ed ha sette figli. Parla correntemente Azero, Russo ed Armeno.

## Carriera
Membro del Partito del Nuovo Azerbaigian, è eletto, per la prima volta nel 2005 deputato all'Assemblea nazionale dell'Azerbaigian per il 124º distretto di Shusha-Füzuli-Khojali-Khojavend e veterano della prima guerra del Nagorno Karabakh. Nel 2006, Mammadov insieme a Nizami Bahmanov e Havva Mammadova fonda la Comunità Azera del Nagorno-Karabakh in esilio e ne diviene vicepresidente e rappresentante ufficiale.
Rieletto deputato nel 2010 le elezioni col 53,30% dei voti, è membro della commissione per la sicurezza e la difesa ell'Assemblea nazionale dell'Azerbaigian.